# رمدا-تايشل
رمدا تايشل (بالألمانية: Remda-Teichel) هي بلدة ألمانية تقع في ألمانيا في Saalfeld-Rudolstadt. يقدر عدد سكانها بـ 3,244 نسمة .